# Monety Australii

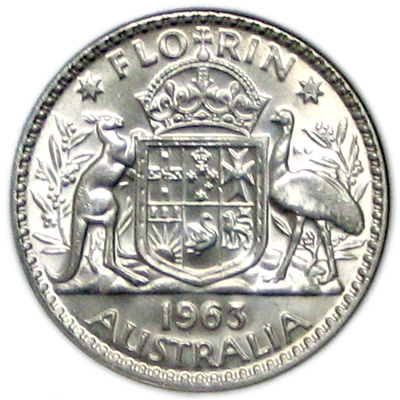
Australijski floren z 1963 roku

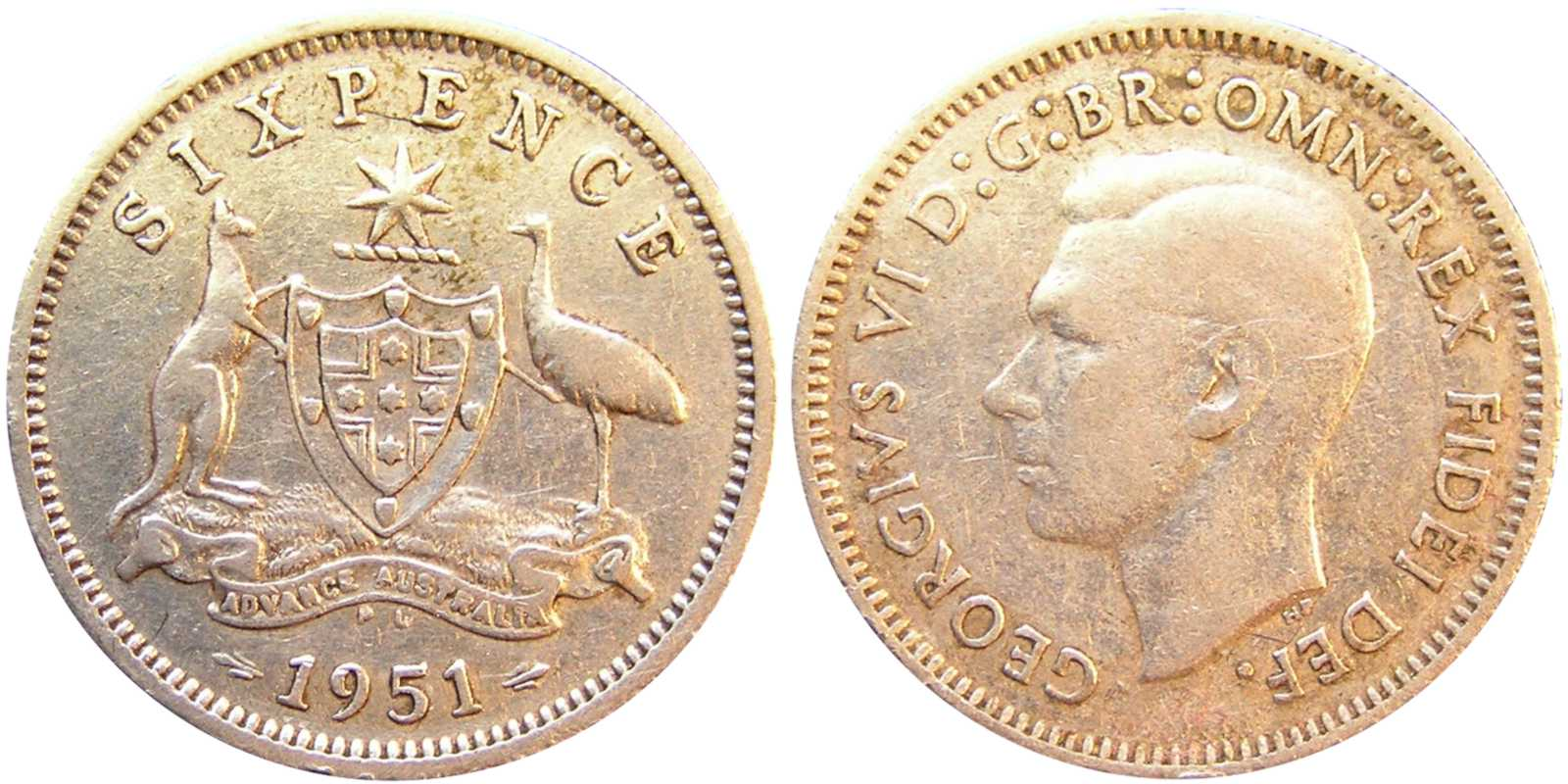
Australijska sześciopensówka Jerzego VI z 1951 roku

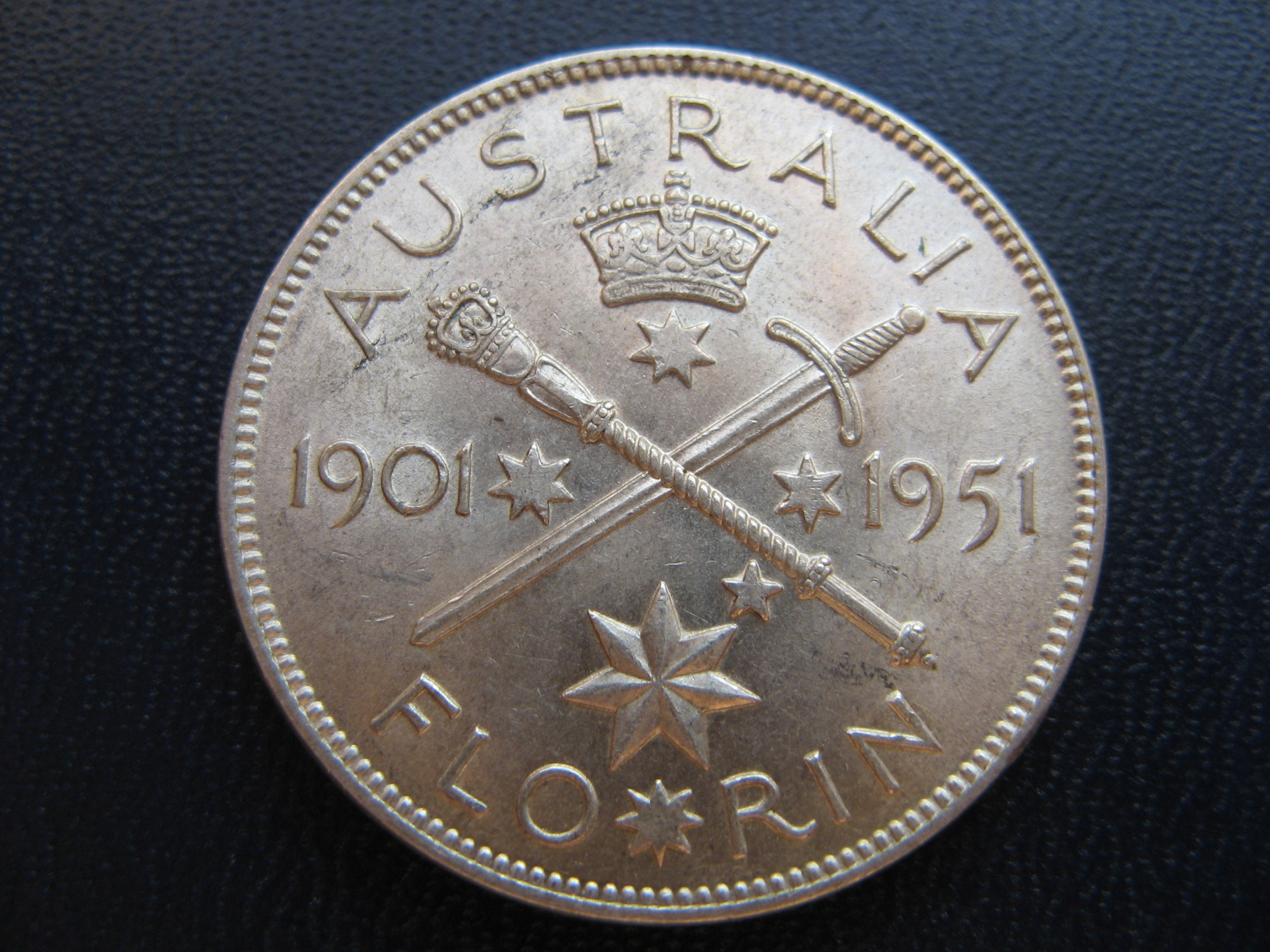
Okolicznościowy floren (dwa szylingi) z 1951 roku

Monety Australii – monety emitowane i będące dawniej lub obecnie w obiegu w Australii. Wszystkie australijskie monety na awersie mają portret obecnie panującego monarchy. Współcześnie produkowane są przez Australijską Mennicę Królewską (The Royal Australian Mint).

## Nominały współczesnych monet obiegowych
Obecnie w produkcji jest sześć nominałów australijskich monet obiegowych. Są to 5, 10, 20 i 50 centów oraz 1 i 2 dolary. Produkcji australijskich monet jedno i dwu-centowych zaprzestano w 1991 z powodu kosztów produkcji wyższych od wartości nominalnej.
Współczesne australijskie monety obiegowe wykonane są z metali nieszlachetnych, takich jak miedź, nikiel i aluminium, a ich produkcja odbywa się w tempie 650 sztuk na minutę.
Produkowane obecnie monety przedstawiają australijską faunę, symbole Australii lub aborygenów.

## Australijskie monety okolicznościowe, kolekcjonerskie i bulionowe

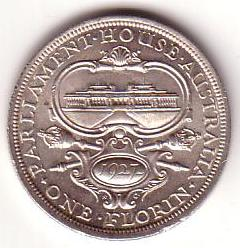
Pierwsza australijska moneta okolicznościowa z 1927 roku

### Monety okolicznościowe
Oprócz monet obiegowych w Australii bite są monety okolicznościowe. Wzór na takiej monecie jest inny niż na monecie obiegowej i zazwyczaj upamiętnia osobę, wydarzenie lub miejsce które jest ważne dla Australijczyków.
Pierwszą taką monetą wyemitowaną w Australii była dwu-szylingówka (floren) z 1927 roku wybita z okazji otwarcia budynku parlamentu w Canberze.

### Monety kolekcjonerskie
W Australii regularnie emitowane są monety kolekcjonerskie. Monety te teoretycznie są prawnym środkiem płatniczym, jednak ich wartość jest dużo wyższa od ich wartości nominalnej. Australijskie monety kolekcjonerskie bite są z wielu różnych metali, ale najczęściej bije się je ze złota, srebra lub platyny. Mają one różne wagi, kształty i nominały (np. 1 dolar, 200 dolarów, 31.1g, 3g, 1g itp.)

### Monety bulionowe
Obok monet obiegowych, kolekcjonerskich i okolicznościowych w Australii bite są znane na całym świecie monety bulionowe. Obecnie emitowane jest kilka serii i rodzajów bulionówek, a niektóre z nich np. Lunar Series lub Australian Emu popularne są nie tylko wśród inwestorów, ale też wśród kolekcjonerów.

## Historia

### Przed 1910
Przez wiele lat w Australii nie było określone jakie monety są oficjalnym lub krajowym środkiem płatniczym. Zaraz po założeniu pierwszej australijskiej kolonii-Nowej Południowej Walii w 1788 w obiegu były różne monety czy przedmioty. Czasami ze względu na brak monet prowadzono transakcje wymienne, a czasami transakcje przeprowadzano z wykorzystaniem weksli.
Oprócz transakcji wymiennych za towar płacono również różnymi monetami. Według dekretu gubernatora Philipa Gidleya Kinga z 1800 roku w koloniach Australii prawnym środkiem płatniczym było aż 11 różnych monet. Wśród nich były hiszpańskie dolary, gwinee czy szylingi.
Po 1825 brytyjska waluta stała się oficjalną walutą australijskich kolonii. Wszystkie inne monety straciły swoją urzędową wartość i przestały być prawnym środkiem płatniczym. By brytyjskie monety mogły zostać jedynym środkiem płatniczym w latach 1824–1825 z Wielkiej Brytanii do Australii przywieziono około 100 000 funtów.
Brytyjskie monety były używane w Australii do 1910 roku, gdy zastąpiły je monety funta australijskiego.

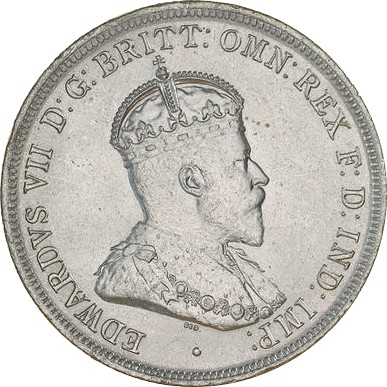
Awers australijskiej monety z 1910 roku z portretem Edwarda VII

### Monety funta australijskiego

#### Monety Edwarda VII (1910)
Pierwsze całkowicie australijskie monety zostały wyprodukowane w 1910 roku za czasów panowania króla Edwarda VII. Wszystkie zostały wybite w srebrze próby 925 i miały nominały: 3 i 6 pensów oraz 1 i 2 szylingi. Wszystkie monety niezależnie od nominału miały ten sam wizerunek: na awersie znajdował się portret Edwarda VII, a na rewersie wizerunek herbu Australii. Waga, średnica i metal zastosowane w australijskich monetach były takie same jaki w ich brytyjskich odpowiednikach.

#### Monety Jerzego V (1910-1936)

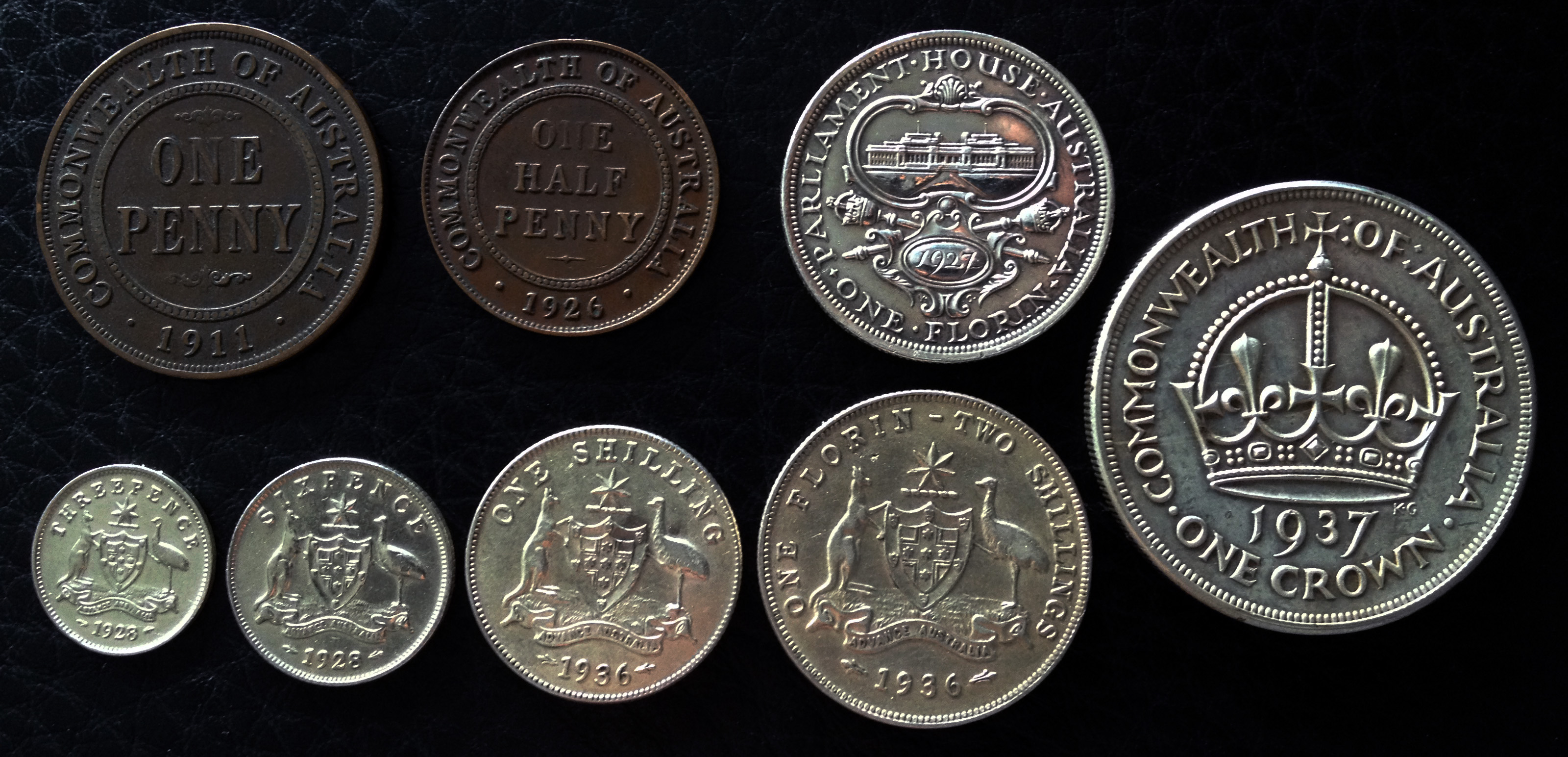
Wizerunki wszystkich australijskich monet z lat 1910–1937. Od lewej od góry: Jeden pens, pół-pensa, okolicznościowy floren, pomiędzy linijkami korona, w dolnej linijce od lewej trzypensówka, sześciopensówka, jeden szyling i floren (dwu-szylingówka)

W 1911 do obiegu dołączyły brązowe monety o nominałach jednego i pół pensa. Na awersie nowych monet zgodnie z tradycją znajdował się portret monarchy, a na rewersie pojawiły się napisy: centralnie „ONE PENNY lub „ONE HALF PENNY” (jeden pens lub pół-pensa), a w otoku „COMMONWEALTH OF AUSTRALIA” (Związek Australijski/Australia). Wizerunki rewersów pozostałych monet zostały bez zmian. Zmieniły się natomiast wizerunki awersów. Na awersach wszystkich monetach bitych od 1911 do 1936 roku znajdował się wizerunek Jerzego V, który po śmierci ojca objął tron Wielkiej Brytanii oraz całego Imperium brytyjskiego.
Za czasów panowania Jerzego V w Australii wydano pierwsze monety okolicznościowe, były to monety dwu-szylingowe (floreny) wydane w 1927 i 1934 roku.

#### Monety Jerzego VI (1936-1952)
Pod koniec 1936 roku królem Wielkiej Brytanii i władcą Imperium Brytyjskiego został Jerzy VI. Jego brat Edward VIII abdykował po niecałym roku rządów i nie zostały wybite monety z jego podobiznami.

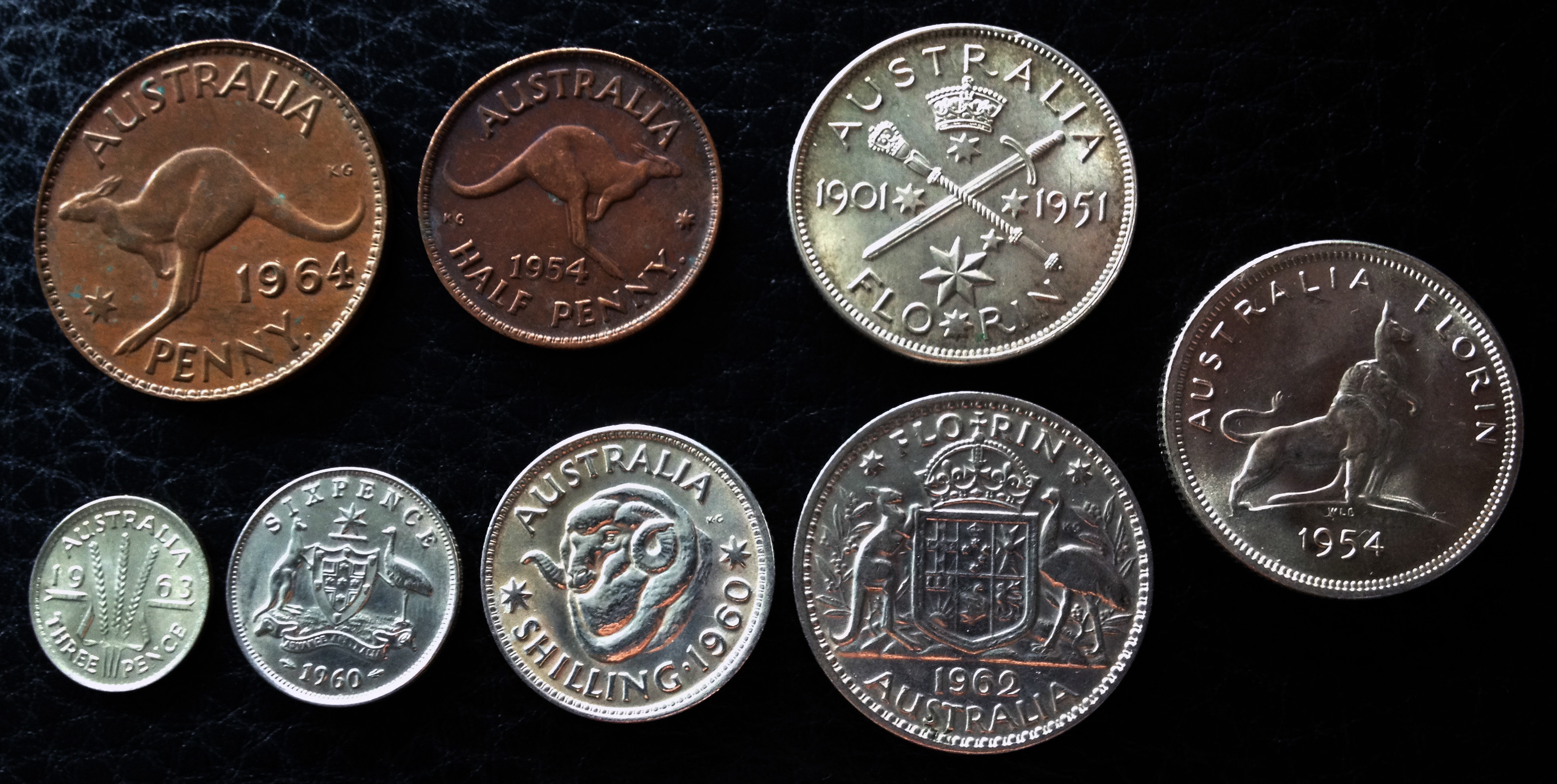
Wizerunki wszystkich australijskich monet z lat 1938/1939-1963/64. Od lewej od góry: Jeden pens, pół-pensa, okolicznościowy floren, pomiędzy linijkami okolicznościowy floren Elżbiety II, w dolnej linijce od lewej trzypensówka, sześciopensówka, jeden szyling i floren (dwu-szylingówka)

W 1937 wybito tylko jeden rodzaj australijskiej monety – koronę (pięcio-szylingówkę). Po 1938 monet o nominale jednej korony (pięciu szylingów) nie produkowano.
W 1938 roku wznowiono bicie pozostałych nominałów, ale prawie wszystkie australijskie monety zostały wybite według nowego projektu, jednak nadal produkowano je według oryginalnych parametrów. W starym wyglądzie wybito tylko pół-pensówki i sześciopensówki. Sześciopensówki pozostały przy swoim oryginalnym wyglądzie, ale monety pół-pensowe zostały wybite w nowym wzorze już w 1939.
W 1946 roku ze względu na koszty poniesione w czasie II wojny światowej, zawartość srebra w monetach została zmniejszona z 92,5% do 50%.

#### Monety Elżbiety II (1952-1966)
W 1952 roku zmarł Jerzy V, po nim na tron Wielkiej Brytanii, a także Australii wstąpiła Elżbieta II. W latach 1953–1963 bito wszystkie nominały monet wg parametrów z 1946. W 1963 po raz ostatni wybito australijskie sześciopensówki, szylingi i floreny, a w 1964 wyprodukowano ostatnie pół-pensówki, pensówki i trzypensówki.
Monety wybite w 1964 roku były ostatnimi monetami funta australijskiego. W 1966 w Australii przeprowadzono decymalizacje po której funt został zastąpiony dolarem.

### Monety dolara australijskiego

#### Monety Elżbiety II (1966-)
Po decymalizacji w 1966 roku do obiegu wprowadzono nowe monety o nominałach 1, 2, 5, 10, 20 i 50 centów. Monety jedno i dwudolarowe wprowadzono w latach 80 by zastąpić banknoty o tej samej wartości. W 1991 roku z powodu kosztów produkcji wyższych od wartości nominalnej z obiegu wycofano australijskie monety jedno i dwucentowe.
Na współczesnych australijskich monetach na awersie znajduje się portret Elżbiety II, a na rewersach widnieją wizerunki ludzi, herbu Australii i australijskich zwierząt.
Obecnie wszystkie australijskie monety produkowane są przez Królewską Mennicę Australijską.

## Specyfikacja monet obiegowych

### Współczesnych (monety dolara australijskiego)

#### Monety z lat 1966–2020
| Awers                                                     | Rewers                    | Nominał                  | Materiał                             | Średnica | Grubość | Waga (g) | Rant             | Bita od | Bita do           | Wycofana z obiegu |
| --------------------------------------------------------- | ------------------------- | ------------------------ | ------------------------------------ | -------- | ------- | -------- | ---------------- | ------- | ----------------- | ----------------- |
| Portret aktualnie panującego monarchy (2020: Elżbieta II) | Akrobatka karliczka       | 1 cent australijski      | 97% miedź, 2.5% cynk, 0.5% cyna      | 17.65 mm | >1.4 mm | 2,60     | Gładki           | 1966    | 1991              | 1992              |
| Portret aktualnie panującego monarchy (2020: Elżbieta II) | Agama kołnierzasta        | 2 centy australijski     | 97% miedź, 2.5% cynk, 0.5% cyna      | 21.59 mm | <1.9 mm | 5.20     | Gładki           | 1966    | 1991              | 1992              |
| Portret aktualnie panującego monarchy (2020: Elżbieta II) | Kolczatka australijska    | 5 centów australijskich  | Miedzionikiel (75% Miedź 25% nikiel) | 19.41 mm | 1.3 mm  | 2.83     | Ząbkowany        | 1966    | Nadal produkowane | Nadal w obiegu    |
| Portret aktualnie panującego monarchy (2020: Elżbieta II) | Lirogon wspaniały         | 10 centów australijskich | Miedzionikiel (75% Miedź 25% nikiel) | 23.60 mm | 2.0 mm  | 5.65     | Ząbkowany        | 1966    | Nadal produkowane | Nadal w obiegu    |
| Portret aktualnie panującego monarchy (2020: Elżbieta II) | Dziobak australijski      | 20 centów australijskich | Miedzionikiel (75% Miedź 25% nikiel) | 28.65    | 2.5 mm  | 11.3     | Ząbkowany        | 1966    | Nadal produkowane | Nadal w obiegu    |
| Portret aktualnie panującego monarchy (2020: Elżbieta II) | Herb Australii            | 50 centów australijskich | Srebro 800 (80% Srebro, 20% miedź)   | 31,5 mm  | 1,9     | 13,28    | Ząbkowany        | 1966    | 1966              | 1967              |
| Portret aktualnie panującego monarchy (2020: Elżbieta II) | Herb Australii            | 50 centów australijskich | Miedzionikiel (75% miedź 25% nikiel) | 31.65    | 2.5 mm  | 15.55    | Gładki           | 1969    | 1969              | Nadal w obiegu    |
| Portret aktualnie panującego monarchy (2020: Elżbieta II) | 5 Kangurów                | 1 dolar australijski     | 92% miedź, 6% aluminium, 2% nikiel   | 25.00    | 2.8 mm  | 9.00     | Gładki-ząbkowany | 1984    | Nadal produkowane | Nadal w obiegu    |
| Portret aktualnie panującego monarchy (2020: Elżbieta II) | Aborygen i Krzyż Południa | 2 dolary australijskie   | 92% miedź, 6% aluminium, 2% nikiel   | 20.50    | 3.0 mm  | 6.60     | gładki-ząbkowany | 1988    | Nadal produkowane | Nadal w obiegu    |

### Dawnych (monety funta australijskiego)

#### Monety z lat 1937–1966
| Zdjęcie awersu | Zdjęcie rewersu | Wizerunek awersu                          | Wizerunek rewersu | Nominał                                   | Materiał/próba                                | Średnica | Waga (g) | Rant      | Bita w latach | Uwagi                  |
| -------------- | --------------- | ----------------------------------------- | --- | ----------------------------------------- | --------------------------------------------- | -------- | -------- | --------- | ------------- | ---------------------- |
|                | -               | 1937-1952 Jerzy VI, 1953-1966 Elżbieta II | Napisy; centralnie: "ONE HALF PENNY", Dookoła; "COMMONWEALTH OF AUSTRALIA" (Związek Australijski/Australia), data wybicia (1938)                                                                                  | ½ pensa (Half penny)                      | Brąz                                          | 25.5 mm  | 5.67     | Gładki    | 1938-1939     | –                      |
|                |                 | 1937-1952 Jerzy VI, 1953-1966 Elżbieta II | Kangur, na górze napis "AUSTRALIA", na dole podany nominał i data wybicia („HALF PENNY”, np. 1939) | ½ pensa (Half penny)                      | Brąz                                          | 25.5 mm  | 5.67     | Gładki    | 1939-1964     | –                      |
|                | -               | 1937-1952 Jerzy VI, 1953-1966 Elżbieta II | Kangur, na górze napis "AUSTRALIA", na dole podany nominał i data wybicia („HALF PENNY”, np. 1939) | ½ pensa (Half penny)                      | Brąz                                          | 25.5 mm  | 5.67     | Gładki    | 1939-1964     | –                      |
|                |                 | 1937-1952 Jerzy VI, 1953-1966 Elżbieta II | Kangur, na górze napis „AUSTRALIA”, na dole podany nominał i data wybicia („PENNY”, np. 1943) | 1 pens (Penny)                            | Brąz                                          | 30.8 mm  | 9.45     | Gładki    | 1938-1964     | –                      |
|                | -               | 1937-1952 Jerzy VI, 1953-1966 Elżbieta II | Kangur, na górze napis „AUSTRALIA”, na dole podany nominał i data wybicia („PENNY”, np. 1943) | 1 pens (Penny)                            | Brąz                                          | 30.8 mm  | 9.45     | Gładki    | 1938-1964     | –                      |
|                |                 | 1937-1952 Jerzy VI, 1953-1966 Elżbieta II | Centralnie: trzy kłosy zboża złączone wstążką; Na górze napis: „AUSTRALIA”; Poniżej przedzielony kłosami napis: „THREE PENCE”; Nad dwoma górnymi kawałkami wstążki przedzielona zbożem data wybicia (np. 19***60) | 3 pensy (Threepence)                      | 1938 – 1945:Srebro 925 1946 – 1964:Srebro 500 | 16 mm    | 1.41     | Gładki    | 1938-1964     | –                      |
|                |                 | 1937-1952 Jerzy VI, 1953-1966 Elżbieta II | Centralnie: trzy kłosy zboża złączone wstążką; Na górze napis: „AUSTRALIA”; Poniżej przedzielony kłosami napis: „THREE PENCE”; Nad dwoma górnymi kawałkami wstążki przedzielona zbożem data wybicia (np. 19***60) | 3 pensy (Threepence)                      | 1938 – 1945:Srebro 925 1946 – 1964:Srebro 500 | 16 mm    | 1.41     | Gładki    | 1938-1964     | –                      |
|                |                 | 1937-1952 Jerzy VI, 1953-1966 Elżbieta II | Na środku herb Australii z 1908, na dole data wybicia (np. 1950), na górze napis: „SIXPENCE” | 6 pensów (Sixpence)                       | 1938 – 1945:Srebro 925 1946 – 1964:Srebro 500 | 19 mm    | 2.83     | Ząbkowany | 1938-1963     | –                      |
|                |                 | 1937-1952 Jerzy VI, 1953-1966 Elżbieta II | Na środku herb Australii z 1908, na dole data wybicia (np. 1950), na górze napis: „SIXPENCE” | 6 pensów (Sixpence)                       | 1938 – 1945:Srebro 925 1946 – 1964:Srebro 500 | 19 mm    | 2.83     | Ząbkowany | 1938-1963     | –                      |
|                |                 | 1937-1952 Jerzy VI, 1953-1966 Elżbieta II | Centralnie: głowa barana; Poniżej napis i data wybicia: „SHILLING*(np.) 1960”, po obu stronach napisu gwiazdy; powyżej głowy napis: „AUSTRALIA”                                                                   | 1 szyling (Shilling)                      | 1938 – 1945:Srebro 925 1946 – 1964:Srebro 500 | 23.5 mm  | 5.65     | Ząbkowany | 1938-1963     | –                      |
|                |                 | 1937-1952 Jerzy VI, 1953-1966 Elżbieta II | Centralnie: głowa barana; Poniżej napis i data wybicia: „SHILLING*(np.) 1960”, po obu stronach napisu gwiazdy; powyżej głowy napis: „AUSTRALIA”                                                                   | 1 szyling (Shilling)                      | 1938 – 1945:Srebro 925 1946 – 1964:Srebro 500 | 23.5 mm  | 5.65     | Ząbkowany | 1938-1963     | –                      |
|                |                 | 1937-1952 Jerzy VI, 1953-1966 Elżbieta II | Na środku herb Australii z 1912, nad nim napis: „FLORIN”; po obu stronach napisu siedmioramienne gwiazdy; pod herbem napis: „1960”, niżej „AUSTRALIA”                                                             | 2 szylingi/floren (Two shillings/Florin)  | 1938 – 1945:Srebro 925 1946 – 1964:Srebro 500 | 28.5 mm  | 11.31    | Ząbkowany | 1938-1963     | –                      |
|                |                 | 1937-1952 Jerzy VI, 1953-1966 Elżbieta II | Na środku herb Australii z 1912, nad nim napis: „FLORIN”; po obu stronach napisu siedmioramienne gwiazdy; pod herbem napis: „1960”, niżej „AUSTRALIA”                                                             | 2 szylingi/floren (Two shillings/Florin)  | 1938 – 1945:Srebro 925 1946 – 1964:Srebro 500 | 28.5 mm  | 11.31    | Ząbkowany | 1938-1963     | –                      |
|                |                 | Jerzy VI                                  | Centralnie: przecinające się berło i miecz, nad nimi korona i gwiazdy; nad koroną napis: „AUSTRALIA”, na samym dole napis 'FLORIN”; po lewej stronie pomiędzy mieczem i berłem napis „1901”, po prawej "1951"     | 2 szylingi/floren (Two shillings/Florin)  | Srebro 500                                    | 28.5 mm  | 11.31    | Ząbkowany | 1951          | Moneta okolicznościowa |
|                |                 | Elżbieta II                               | Stojący, zwrócony w prawo lew i kangur; nad nim napis „AUSTRALIA** FLORIN”, pod łapami zwierząt data wybicia (1954)                                                                                               | 2 szylingi/floren (Two shillings/Florin)  | Srebro 500                                    | 28.5 mm  | 11.31    | Ząbkowany | 1954          | Moneta okolicznościowa |
|                |                 | Jerzy VI                                  | Na środku korona, pod nią data wybicia (1937 lub 1938); nad koroną napis „COMMONWEALTH OF AUSTRALIA”, a pod datą "ONE CROWN"                                                                                      | Korona/5 szylingów (Crown/Five shillings) | Srebro 925                                    | 38.5 mm  | 28.27    | Ząbkowany | 1937-1938     | –                      |

#### Monety z lat 1910–1936
| Zdjęcie awersu | Zdjęcie rewersu | Wizerunek awersu                   | Wizerunek rewersu | Nominał                                  | Materiał/próba                  | Średnica | Waga (g) | Rant      | Bita w latach | Uwagi                  |
| -------------- | --------------- | ---------------------------------- | --- | ---------------------------------------- | ------------------------------- | -------- | -------- | --------- | ------------- | ---------------------- |
|                |                 | 1911-1936Jerzy V                   | Napisy; centralnie: "ONE HALF PENNY”, Dookoła; "COMMONWEALTH OF AUSTRALIA” (Związek Australijski/Australia), data wybicia (np. 1911)                                                                            | ½ pensa (Half penny)                     | Brąz (97% Cu, 2.5% Zn, 0.5% Sn) | 25,5 mm  | 5,6      | Gładki    | 1911-1936     | –                      |
|                |                 | 1911-1936Jerzy V                   | Napisy; centralnie: "ONE PENNY”, Dookoła; "COMMONWEALTH OF AUSTRALIA” (Związek Australijski/Australia), data wybicia (np. 1911)                                                                                 | 1 pens (Penny)                           | Brąz (97% Cu, 2.5% Zn, 0.5% Sn) | 30,8 mm  | 9,4      | Gładki    | 1911-1936     | –                      |
|                |                 | 1910 Edward VII, 1911-1936 Jerzy V | Na środku herb Australii z 1908, na dole data wybicia, na górze napis określający nominał | 3 pensy (Threepence)                     | Srebro 925 (92,5% Ag, 7,5 Cu)   | 16 mm    | 1,4/1,3  | Gładki    | 1910-1936     | –                      |
|                | -               | 1910 Edward VII, 1911-1936 Jerzy V | Na środku herb Australii z 1908, na dole data wybicia, na górze napis określający nominał | 3 pensy (Threepence)                     | Srebro 925 (92,5% Ag, 7,5 Cu)   | 16 mm    | 1,4/1,3  | Gładki    | 1910-1936     | –                      |
|                |                 | 1910 Edward VII, 1911-1936 Jerzy V | Na środku herb Australii z 1908, na dole data wybicia, na górze napis określający nominał | 6 pensów (Sixpence)                      | Srebro 925 (92,5% Ag, 7,5 Cu)   | 19 mm    | 2,83     | ząbkowany | 1910-1936     | –                      |
|                |                 | 1910 Edward VII, 1911-1936 Jerzy V | Na środku herb Australii z 1908, na dole data wybicia, na górze napis określający nominał | 6 pensów (Sixpence)                      | Srebro 925 (92,5% Ag, 7,5 Cu)   | 19 mm    | 2,83     | ząbkowany | 1910-1936     | –                      |
|                |                 | 1910 Edward VII, 1911-1936 Jerzy V | Na środku herb Australii z 1908, na dole data wybicia, na górze napis określający nominał | 1 szyling (Shilling)                     | Srebro 925 (92,5% Ag, 7,5 Cu)   | 23,5 mm  | 5,65     | ząbkowany | 1910-1936     | –                      |
|                | -               | 1910 Edward VII, 1911-1936 Jerzy V | Na środku herb Australii z 1908, na dole data wybicia, na górze napis określający nominał | 1 szyling (Shilling)                     | Srebro 925 (92,5% Ag, 7,5 Cu)   | 23,5 mm  | 5,65     | ząbkowany | 1910-1936     | –                      |
|                | -               | 1910 Edward VII, 1911-1936 Jerzy V | Na środku herb Australii z 1908, na dole data wybicia, na górze napis określający nominał | 2 szylingi/floren (Two shillings/Florin) | Srebro 925 (92,5% Ag, 7,5 Cu)   | 28,5 mm  | 11,31    | ząbkowany | 1910-1936     | –                      |
| -              | -               | 1910 Edward VII, 1911-1936 Jerzy V | Na środku herb Australii z 1908, na dole data wybicia, na górze napis określający nominał | 2 szylingi/floren (Two shillings/Florin) | Srebro 925 (92,5% Ag, 7,5 Cu)   | 28,5 mm  | 11,31    | ząbkowany | 1910-1936     | –                      |
|                |                 | Jerzy V                            | W owalnej ramie wizerunek Starego Parlamentu w Canberze. pod ramką dwa skrzyżowane berła, a na nich wypukły owal na którym wybita jest data (1927); Dookoła napisy: „PARLIAMENT HOUSE AUSTRALIA” * „ONE FLORIN” | 2 szylingi/floren (Two shillings/Florin) | Srebro 925 (92,5% Ag, 7,5 Cu)   | 28,5 mm  | 11,31    | ząbkowany | 1927          | Moneta okolicznościowa |
|                |                 | Jerzy V                            | Centralnie: skierowany w lewo jeździec z pochodnią w ręku; pod jego wierzchowcem napis „FLORIN"; nad jeźdźcem napisy „CENTENARY VICTORIA MELBOURNE 1934–35"                                                     | 2 szylingi/floren (Two shillings/Florin) | Srebro 925 (92,5% Ag, 7,5 Cu)   | 28,5 mm  | 11,31    | ząbkowany | 1934          | Moneta okolicznościowa |